# Политические взгляды Василия Шульгина
Имя правого политика Российской империи В. В. Шульгина в российской истории начала XX века прочно ассоциируется с черносотенным движением и антисемитизмом. И хотя сам Шульгин не скрывал своих националистических и антисемитских взглядов, его отношение к «еврейскому», «украинскому» и «русскому» вопросам было очень противоречивым и существенно менялось в различные периоды его жизни. При этом, по мнению историка Бабкова, неизменным свойством личности Шульгина на протяжении всей его жизни оставалась любовь к России, и прежде всего к его «малой родине» — Малороссии.

## Монархизм и «русский вопрос»
Шульгин был «государственником» — он не мыслил сильной России без мощного государства, при этом сама форма власти в России (монархизм, республика или нечто иное) была для Шульгина вопросом второстепенным. Однако он считал, что для русских условий наилучшей формой правления, обеспечивающей сильную власть, является монархия.
Сутью монархизма Шульгина являлось сочетание государственно-национальной идеи с идеей законности, осуществляемой через Думу (представительный орган), — «столыпинский монархизм». П. А. Столыпин оставался для Шульгина образцом политического деятеля, даже кумиром, до конца дней. Он твёрдо верил: «…не будь Столыпин убит в 1911 г., может быть, нам удалось бы размозжить череп революции. Но Столыпина не было…». В то же время А. И. Деникин полагал, что «монархизм Шульгина был не формой государственного строя, а религией». Летом 1918 года в частном письме А. В. Колчаку Шульгин так выразил своё монархическое кредо: «Наша группа непоколебимо стоит на союзнической ориентации, … мы считаем восстановление монархии немецкими руками великим несчастьем для России, но… если этот монарх …вступит на престол в законном порядке наследования, мы против него идти не можем и должны будем остаться нейтральными».
Монархизм Шульгина претерпел эволюцию от приверженности абсолютной монархии (в начале его политической карьеры) до поддержки идеи конституционной монархии к началу Первой мировой войны. Во время Гражданской войны Шульгин твёрдо верил, что наилучшим способом правления в России может быть только конституционная монархия. Вот одно из его высказываний: 

Вкусив прелести «социал-демократической республики» под мудрым водительством Лейбы Бронштейна, отведав удобства «самостийности» под немецким протекторатом, испытав прочности правления «комитета членов Учредительного Собрания», проделав опыты с «директориями» и может быть с ещё неведомыми нам «формами правления», Россия, как зрелый плод, упадёт к престолу конституционной монархии и на этом успокоится на долгие годы.— Шульгин В. В. Передовая статья //Россия. — Екатеринодар. — 7 (20) октября 1918
Это не означало, что Шульгин желал навязать России монархию и безоговорочно отвергал республиканскую форму правления — он готов был подчиниться безусловному и свободному волеизъявлению народа. Однако Шульгин полагал, что русское общество, в котором число неграмотных достигало 60 %, ещё не было в достаточной степени зрелым и ответственным для введения в стране всеобщего избирательного права как одного из атрибутов республиканской формы правления. Комментируя в 1919 году требования Антанты к правительству Колчака по занятии Москвы обязательно устроить всеобщие выборы в Учредительное собрание, Шульгин напоминал, что сама Англия ввела всеобщее избирательное право только в 1918 году, хотя история английского парламентаризма насчитывала 711 лет (российского только 11), и задавал английским советчикам риторический вопрос: «распространяется ли всеобщее английское избирательное право на 200 миллионов индусов? Это нам нужно знать потому, что у нас в России есть не один миллион племён, несравненно более диких,… [и которым] …трудно будет объяснить…, что такое Учредительное Собрание и всеобщее избирательное право…». В 1920-х годах, рассуждая о возможности после свержения большевизма прихода к власти в России фашистской партии («килевой партии», как он называл её), Шульгин полагал, что такая партия, придя к власти, обязательно остановится на такой форме правления, как конституционная монархия, и станет опорой для выбранного с её помощью национального монарха.
Шульгин не мог точно сформулировать, что есть «русская нация» и «настоящий русский». Для него главным критерием «русскости» была любовь к России. По мнению Шульгина, перед русским народом стояла некая мессианская задача мирового масштаба — передавать достижения европейской культуры на Восток, заниматься «окультуриванием» диких азиатских просторов. Будучи русским националистом, Шульгин, тем не менее, писал о тех чертах русского народа (неуважение к собственности и недисциплинированность), которые представлялись ему отрицательными, даже пагубными. По мнению Шульгина, причина победы русской революции таилась «…в вырождении физическом и душевном классов, предназначенных для власти… Поверхность же наша русская с той минуты, … когда я стал наблюдать лик …Северной Пальмиры, показалась мне собранием … недоносков и выродков». Но ответственность за произошедшую большевистскую революцию Шульгин возлагал на все социальные слои и все ранги и классы, коллективно утратившие всякие национальные чувства. Он писал, что «чем дороже нам РУССКИЙ НАРОД в метафизическом смысле, тем отвратительнее должен быть реальный русский народ начала XX века» и что главным лозунгом русского народа периода Гражданской войны было «моя хата с краю — ничего не знаю».
Находясь в эмиграции, Шульгин считал наилучшей кандидатурой на российский престол барона П. Н. Врангеля. Когда тот объявил о подчинении великому князю Николаю Николаевичу, Шульгин стал «николаевцем», считая, что хотя по личным качествам последний уступает Врангелю, но «нет самой бедной хаты в России, где бы не знали имени Великого князя Николая Николаевича». Когда Кирилл Владимирович объявил себя «Императором», Шульгин осудил этот шаг, так как считал его ничем иным, как новым изданием «приказа № I».
Непрестанно размышляя о русской революции, о её причинах и последствиях для России, Шульгин так и не смог прийти к каким-то однозначным выводам. Историк Н. Н. Лисовой вспоминал, что за три недели до смерти Шульгин, думая о революции, произнёс: «Чем больше я о ней думаю, тем меньше понимаю».
Шульгин не простил большевикам убийство царской семьи. Во время съёмок фильма «Перед судом истории» Шульгин даже придумал такой эпизод: белой ночью он стоит перед нарядными выпускницами на Дворцовой площади и рассказывает им сказку о Золушке: «Я злой колдун, я убил четырёх принцесс, я сжёг их тела огнём и из принцесс сделал их …Золушками! Вы никогда не слыхали об этом». Он надеялся, что это убийство будет когда-нибудь осуждено в России.
До конца жизни Шульгин оставался монархистом и помнил о своей роли в отречении от власти Николая II. Он писал: «С царём и царицей моя жизнь будет связана до последних дней моих. И эта связь не уменьшается с течением времени…», что, впрочем, не мешало некоторым правым, например, Н. Е. Маркову второму, считать его предателем монархической идеи.

## «Украинский вопрос»
«Украинский вопрос» для Шульгина был самым важным среди всех прочих национальных проблем, а себя в этом вопросе он видел продолжателем дела отца, В. Я. Шульгина (1822—1878), которого он никогда не знал, и воспитавшего его отчима, Д. И. Пихно. Считая, что краеугольным камнем национального самоопределения для народа, проживающего на юге России, будет вопрос самоназвания, Шульгин принципиально не употреблял слова «Украина», именуя этот край «Малороссией», а его население «малороссами», а если уж употреблял слово украинцы и производные от него, то обычно ставил их в кавычки. Так же Шульгин относился и к вопросу украинского языка: «галицкий диалект» его, который и трактовался Шульгиным как «настоящий украинский язык», Шульгин считал чуждым населению Южной России. «Местный диалект» он называл малороссийским, считая его одним из диалектов «великорусского наречия». Малороссийская или русская терминология, по мнению Шульгина, решала все проблемы украинского сепаратизма, так как с признанием «русскости» сторонники сепаратизма утрачивали многие аргументы в пользу отделения от Великороссии.
Исход борьбы «украинского» и «малороссийского» течений, по Шульгину, упирался в самоидентификацию проживавшего на Украине населения. От этого, по мнению Шульгина, зависело будущее всего Российского государства. Для победы в этой борьбе нужно было объяснить «малорусскому народу, что он, народ живущий от Карпат до Кавказа, самый русский из всех русских». Он писал: если «…на вопрос о народности будущие обитатели южной России будут отвечать: „Нет, мы не русские, мы — украинцы“… наше дело будет проиграно». Но если «каждый обыватель Киевщины, Полтавщины и Черниговщины на вопрос, какой ты национальности, будет отвечать: „Я дважды русский, потому что я украинец“, тогда за судьбу „Матушки-Руси“ можно не бояться». Единство русских, с точки зрения Шульгина, было необходимо и потому, что оно выступало залогом сохранения национальной силы, потребной для выполнения мессианской задачи, возложенной на русскую нацию: «…и Север, и Юг в раздельности слишком слабы для тех задач, которые перед ними поставила история. И только вместе… северяне и южане смогут выполнить своё общее мировое предназначение».
На страницах «Киевлянина» Шульгин многократно высказывался в том духе, что отдельной украинской нации не существует и Малороссия — естественная и неотъемлемая часть России. Так как этнических и расовых отличий между великороссами и малороссами Шульгин не видел, для него «украинский вопрос» был вопрос сугубо политический. Для Шульгина малороссы были одной из ветвей русского народа, а украинцы воспринимались им не как народ, а как политическая секта, стремящаяся расколоть его единство, и основным чувством этой секты была «ненависть к остальному русскому народу… [и эта ненависть заставляла] …их быть друзьями всех врагов России и ковать мазепинские планы». При таком негативном отношении Шульгин находил у украинцев и положительные черты — прежде всего патриотизм, который для националиста Шульгина не мог быть отрицательным явлением, и любовь к родному краю, которую Шульгин всячески приветствовал и полагал достойной подражания. Вообще же он считал, что все особенности каждой из трёх ветвей русского народа должны не затушёвываться центральной властью, а всячески развиваться и подчёркиваться, и что только на таком местном патриотизме и при учёте местных культурных особенностей и возможно будет создать действительно крепкий союз между ними. Отделение Малороссии от Великороссии Шульгин считал шагом назад и в культурном отношении: «…мы не можем себе представить, чтобы один Шевченко, как бы он ни был своеобразно прекрасен, мог свалить Пушкина, Гоголя, Толстого и всех остальных русских колоссов».
В августе 1917 года в речи на Московском Государственном совещании Шульгин выступил против предоставления Украине автономии, заявив, что «малороссы дорожат своим русским именем, которое заключается в слове „Малая Россия“, сознают свою тесную связь с великой Россией, не желают слышать до конца войны ни о каких автономиях и хотят сражаться и умирать в единой русской армии, как и 300 лет тому назад», желают «держать с Москвой» крепкий и нерушимый союз. Для сторонников единства Малороссии и Великороссии Шульгин придумал имя — «богдановцы» — в честь Богдана Хмельницкого — в противовес «мазепинцам». Резко отрицательно относился Шульгин и к одобренной Временным правительством инициативе Центральной рады о создании в Русской армии украинских национальных частей. Напоминая, что первые части подобного рода были сформированы ещё в 1914 году в Австро-Венгрии специально для войны с Россией, Шульгин писал: «Одновременное формирование украинских полков в Австрии и в России под теми же самыми знамёнами, под теми же самыми лозунгами, теми же самыми приёмами (одни сманивают русских военнопленных, другие русских, ещё не пленных), — что это, глупость или измена? …Для одних измена, для других глупость». К тому флагу Украины, который был выбран в качестве государственного (жёлто-голубой (укр. жовто-блакитний)), Шульгин относился очень отрицательно, считая, что если и создавать флаг для автономной Малороссии, то нужно брать тот флаг, который был у Богдана Хмельницкого.
Позиция большевиков по украинскому вопросу — создание отдельной «Украинской республики» — сделало Шульгина ещё бо́льшим противником большевизма — «никогда я не был столь антибольшевик, как сейчас», — писал он в 1939 году в брошюре «Украинствующие и мы».

## «Еврейский вопрос»
Отношение к «еврейскому вопросу» было, возможно, самым противоречивым пунктом в мировоззрении Шульгина. Вспоминая о своей молодости, Шульгин писал: «В бытовом смысле никакого антисемитизма мы не знали — ни старшее поколение, ни младшее. Ближайшими друзьями, например, были мои товарищи-евреи в гимназии и даже в университете». Вместе с тем Шульгин стал автором ряда антисемитских публикаций, агитируя за пользу для русского общества «разумного антисемитизма», который бы законными методами ограничивал общественные и политические возможности евреев, так как Шульгин считал последних разрушителями традиционных устоев русского государства.
Антисемитом, по собственным воспоминаниям, Шульгин стал на последнем курсе университета. Он различал три типа антисемитизма: 1) биологический, или расовый, 2) политический, или, как он говорил, культурный, 3) религиозный, или мистический. Антисемитом первого типа Шульгин никогда не был, он придерживался второго, «политического антисемитизма», считая, что «еврейское засилье» может быть опасным для коренных народов империи, так как они могут утратить свою национальную и культурную идентичность. Шульгин объяснял это тем, что еврейская нация сформировалась три тысячи лет назад, а русская — всего тысячу, поэтому является более «слабой». По этой же причине он выступал против смешанных русско-еврейских браков — наследственность у русских слабее еврейской, объяснял Шульгин, поэтому потомство от подобных браков будет унаследовать еврейские черты и утрачивать русские. Но «еврейский вопрос» всегда оставался для Шульгина исключительно вопросом политическим, и он укорял себя за то, что, критикуя в своих публикациях «еврейство», он далеко не всегда предуведомлял своего читателя, что имел он в виду только «политическое еврейство», а не всех евреев как нацию.
В своём первом литературном сборнике «Недавние дни», опубликованном в 1910 году и рассказывавшем о событиях 1905 года, Шульгин возложил всю вину за беспорядки на евреев, однако и критиковал правительство, считая, что оно совершило преступную ошибку, не пойдя по пути постепенного дарования евреям равноправия: «Манифест 17 октября … даровал конституцию „русскому народу“», — писал он, — «но забыл упомянуть о еврейском равноправии».

### Думский период и дело Бейлиса
В Думе Шульгин и его фракция «Прогрессивных националистов» выступали за планомерную (вплоть до 1920 года) отмену черты оседлости и снятие всех прочих ограничений с евреев. Из его речи в Думе: «Все ограничения и высылки, которым подвергают евреев, приносят один только вред; распоряжения эти полны всякого вздора и противоречий, и вопрос этот тем более серьёзен, что полиция, благодаря ограничениям, живёт среди Диаспоры на взятках, получаемых ею от евреев». Такая позиция Шульгина послужила поводом для его критики более радикальными националистами, которые обвиняли его в личной финансовой заинтересованности от еврейского капитала, в частности, М. О. Меньшиков назвал его «еврейским янычаром» в своей статье, посвящённой Шульгину, «Маленький Золя» (название статьи напоминало о том, что  Эмиль Золя в своё время встал на защиту еврея «предателя» Дрейфуса).
В деле Бейлиса Шульгин занял позицию, приведшую к конфронтации со многими единомышленниками из правого лагеря. Подписав поначалу запрос крайне правых думских депутатов от 29 апреля 1911 года, усмотревших в смерти русского мальчика ритуальное убийство, Шульгин впоследствии резко критиковал дело Бейлиса, поскольку несостоятельность обвинения в убийстве такого рода была очевидной. Историк С. М. Санькова писала, что необходимо помнить о взглядах отчима Шульгина — доктора полицейского права Д. И. Пихно, которого менее всего можно было заподозрить в пристрастии к евреям. Следя за ходом расследования, Пихно пришёл к выводу, что следствие под давлением прокуратуры фальсифицирует результаты расследования, пытаясь превратить обвинение Бейлиса в «суд над еврейством». Мировой судья Пихно выступил в защиту государственного правосудия от фальсификаций в угоду политическому заказу.
Вслед за Пихно Шульгин был обеспокоен незаконными действиями в государственных органах, тем более в тех, которые призваны были следить за соблюдением законности. При этом выступления в защиту Бейлиса ни в коей мере не были выступлениями в защиту евреев в целом. Шульгина беспокоило проявление незаконных действий в государственных органах как таковое само по себе. Другой, не менее важной составляющей его действий была забота о престиже самодержавия и государства (что для него было тождественно). Топорная и провокационная работа следственных органов была предметом его особого возмущения. Шульгин также опасался, что общественность, увидев всю нелепость обвинений, с отвращением отвернётся от антисемитизма.
На третий день процесса, 27 сентября 1913 года, в редакционной статье «Киевлянина» он писал:

Не надо быть юристом, надо быть просто здравомыслящим человеком, чтобы понять, что обвинение против Бейлиса есть лепет, который мало-мальский защитник разобьёт шутя. И невольно становится обидно за киевскую прокуратуру и за всю русскую юстицию, которая решилась выступить на суд всего мира с таким убогим багажом
В этой статье он также утверждал, что полицейским сверху внушалось во что бы то ни стало найти «жида», что, со слов следователя, для следствия главное — доказать существование ритуальных убийств, а не виновность Бейлиса, и, дословно: «Вы сами совершаете человеческое жертвоприношение,… Вы отнеслись к Бейлису, как к кролику, которого кладут на вивисекционный стол». Номер газеты был конфискован, а Шульгин в январе 1914 года был приговорён к трёхмесячному тюремному заключению «за распространение в печати заведомо ложных сведений о высших должностных лицах…» и крупному штрафу. В заключение Шульгин отправлен не был как депутат Думы (на подобное нужно было получить согласие Думы), а 14 октября 1914 года, после начала войны, когда он, освобождённый от несения воинской повинности как депутат, записался добровольцем в армию, Николай II повелел «посчитать дело не бывшим». Однако последняя точка в деле против Шульгина была поставлена 25 октября 1916 года вопреки воле монарха и всё тем же прокурором Г. Г. Чаплинским, который и давил на следствие по делу Бейлиса и против произвола которого выступали Пихно и Шульгин:  уголовный кассационный департамент Сената, в котором в тот момент заседал Чаплинский, «к всеобщему позору и вопреки многолетней сенаторской практике» утвердил приговор судебной палаты по делу Шульгина.
Шульгин так описывал эволюцию его отношения к евреям в период Первой мировой войны: «В русско-японскую войну еврейство поставило ставку на поражение и революцию. И я был антисемитом. Во время мировой войны русское еврейство, которое фактически руководило печатью, стало на патриотические рельсы и выбросило лозунг „война до победного конца“. Этим самым оно отрицало революцию. И я стал „филосемитом“. И это потому, что в 1915 году, так же как в 1905, я хотел, чтобы Россия победила, а революция была разгромлена. Вот мои дореволюционные „зигзаги“ по еврейскому вопросу: когда евреи были против России, я был против них. Когда они, на мой взгляд, стали работать за „Россию“, я пошёл на примирение с ними».

### Статьи в «Киевлянине» в 1919 году
До начала Гражданской войны в России Шульгин выступал против еврейских погромов, но с началом Гражданской войны в отношении Шульгина к еврейскому вопросу произошёл новый «зигзаг». Он писал: «…в Белом движении участвовали только единичные евреи. А в Красном стане евреи изобиловали и количественно, что уже важно: но, сверх того, занимали „командные высоты“, что ещё важнее. Этого было достаточно для моего личного „зигзага“. По времени он обозначился в начале 1919 года».
Шульгин отмечал, что к приходу в Киев частей Добровольческой армии население города испытывало очень сильные антисемитские настроения и задачей командования было не допустить передачи этих настроений на саму армию и воспрепятствовать началу еврейских погромов. В первом же номере возобновлённого «Киевлянина» в статье «Мне отмщение и аз воздам», вышедшей 21 августа 1919 года, он написал: «Суд над злодеями должен быть суровым и будет таковым, но самосуд недопустим». Объективно это было предостережением против еврейского погрома, который, по его словам, «мог разыграться каждую минуту». Однако в последовавшие затем дни «тихого погрома» в Киеве, осуществлявшегося по ночам неуправляемыми добровольцами, Шульгин опубликовал знаменитую статью «Пытка страхом» (8 октября 1919 г.), ставшую манифестом идейного антисемитизма, перекладывающую вину за погромы на самих евреев. В этой статье он писал, что понимает мотивы и чувства погромщиков, так как евреи составляли, по его мнению, основу большевистской власти. Статья «Пытка страхом» заканчивалась так: 

Перед евреями две дороги. Первая — признать и покаяться. Вторая — отрицать и обвинять всех, кроме самих себя. От того, какой дорогой они пойдут, будет зависеть их судьба. Ужели же и «пытка страхом» не укажет им верного пути?
Это способствовало росту погромных настроений.
Реакция на статью была противоречивой. На следующий день после публикации «Пытки страхом», 9 октября 1919 г., в газете «Киевская жизнь» были опубликованы, одна под другой, две статьи. В первой, под названием «Пытка срамом», тогдашний городской голова Киева Евгений Рябцов писал: «Перед русскими две дороги. Первая — опять по средневековому пути разжигания национальных страстей идти вспять в Азию <…> Вторая — идти вперёд по пути возрождения новой России, где все национальности будут чувствовать себя полноправными гражданами великой, свободной, просвещённой и могучей родины». Во второй, «О чём думает „жид“», Илья Эренбург выразил нехарактерную точку зрения — принялся оправдывать «плётку», написав, что в дни погромов «ещё сильнее, ещё мучительней научился я любить Россию». Его спутница Я. И. Соммер, напротив, выразила наиболее распространённые взгляды на эту статью Шульгина: «Я ещё как-то могла объяснить себе поведение пьяных, озверевших дикарей, но не могла понять, как мог образованный человек, депутат Киевской думы их оправдывать».
И в киевский период, и позже Шульгин призывал еврейство: «…усмирите ваших наглецов, наглецов и безумцев», просил «хороших евреев», «чтобы они убеждали своих сыновей и братьев не заниматься политикой в России», и требовал «добровольного отказа евреев от участия в политической жизни России», так как «евреи показали себя, мягко выражаясь непригодными в качестве руководителей русской политической жизни». Требование Шульгина к евреям «отказаться от политической жизни» было расценено его критиками как провозглашение «программы Шульгина», которая заключалась в том, что «еврейское население отбрасывалось к положению бесправия, которое оно занимало в дореволюционной царской России».
Однако спустя некоторое время в том же «Киевлянине» Шульгин начал писать статьи, осуждающие еврейские погромы, которые считал губительными для Белого дела, в том числе и потому, что после произведённых погромов русское население начинало «жалеть» евреев. Шульгин писал: 

Из евреев страдают обыкновенно невинные или менее виновные. А русские становятся через погромы грабителями и убийцами, хотя они хотели бы быть только патриотами— Шульгин В. В. Дважды два — четыре // Единая Русь. — 17 ноября 1919

### Брошюра «Что нам в них не нравится…»
В 1929 году Шульгин издал антисемитскую брошюру «Что нам в них не нравится…», в которой возложил на евреев вину за большевистскую революцию. Предвосхищая логику, ставшую обычной только во второй половине XX века, Шульгин, возможно, впервые в истории русской политической публицистики, предложил в данной брошюре принцип этнической вины, этнической ответственности и этнического раскаяния. В этой работе Шульгин сам себя называл антисемитом: 

Итак, я — антисемит. «Имею мужество» об этом объявить всенародно. Впрочем, для меня лично во всяком случае никакого нет тут мужества, ибо сто тысяч раз в течение двадцатипятилетнего своего политического действования о сем я заявлял, когда надо и не надо. Но раз этого сейчас требуют, то, конечно, я должен. 
 При этом прошу обратить внимание, что я не какой-нибудь антисемит «недозрелый». Известно, что в 1917 году появились у нас мартовские эсэры. Так вот с их лёгкой руки, то есть начиная с февральской революции, появились у нас антисемиты не только февральские и мартовские, а на все двенадцать месяцев в году. Так я не такой. Я антисемит «довоенный». 
…Не нравится в вас то, что вы приняли слишком выдающееся участие в революции, которая оказалась величайшим обманом и подлогом. Не нравится то, что вы явились спинным хребтом и костяком коммунистической партии… Под вашей властью Россия стала страной безгласных рабов, они не имеют даже силы грызть свои цепи. Вы жаловались, что во время правления «русской исторической власти» бывали еврейские погромы, но детскими игрушками кажутся эти погромы перед всероссийским разгромом, который учинён за одиннадцать лет вашего властвования!— Шульгин В. В. Что нам в них не нравится…
В русской эмигрантской печати 1920-х годов одной из главных тем было определение причин русской революции. Правая печать обвиняла евреев, несмотря на то, что многие из них и сами оказались в рядах эмигрантов, изгнанных большевиками со своей исторической родины. Такие обвинения вынуждали еврейских публицистов, всё ещё связывавших свою дальнейшую судьбу с Россией, объяснять отношение своего народа к произошедшей революции. Так состоялся диалог между идейными антисемитами и той частью русского еврейства, которой эти обвинения были небезразличны. 27 мая 1928 года в Париже был проведён диспут об антисемитизме, на котором Шульгин не смог присутствовать. В отчёте об этом диспуте журналист С. Л. Поляков-Литовцев призвал «честных антисемитов» откровенно высказать, что же им не нравится в евреях. Журналист полагал, что такой диалог мог бы принести «действительную пользу и евреям, и русским — России…». Хотя, как утверждал впоследствии друг и соратник Шульгина В. А. Маклаков, призыв Полякова-Литовцева был обращён лично к Маклакову (призыв проигнорировавшему), на призыв высказаться от имени русских антисемитов откликнулся Шульгин.
В брошюре Шульгин попытался объяснить евреям, чем же они так досадили русским антисемитам, а также указал евреям путь к исправлению. При этом обязанность «исправиться» Шульгин возлагал только на евреев. Шульгин считал, что степень участия евреев в русской революции дала право обвинять в разрушении Русского государства не отдельных представителей евреев, а всю нацию (приводя аналогию с немецкой нацией — хоть не все немцы виноваты в развязывании Мировой войны, по условиям Версальского мира за это отвечала вся немецкая нация). Но виноваты, по мнению Шульгина, евреи прежде всего в том, что не дали отпор вышедшим из своих рядов революционерам и не остановили их: еврейство, «бия себя в грудь и посыпая пеплом главу», должно всенародно покаяться в том, «что сыны Израиля приняли такое роковое участие в большевистском бесновании…».
Создавая реконструкцию возникновения кровавого навета, Шульгин возлагал вину на самих евреев, которые якобы сами в своих доносах римским властям обвиняли христиан в каннибализме и ритуальном использовании жертвенной крови. На самом деле, как указывает доктор исторических наук Владимир Петрухин, такой мотив обвинений со стороны евреев науке неизвестен.
По мнению историка О. В. Будницкого, брошюра Шульгина была исполнена в злобно-ёрнической манере, что сразу принизило её значение в глазах тех, к кому она была адресована. Некоторые высказывания Шульгина, прозвучавшие в брошюре, навели Будницкого на мысль о том, что антисемитизм Шульгина носил не только «политический» (или «культурный») характер, но и «мистический» (или «иррациональный»).

### В конце жизни
По свидетельству Ю. О. Домбровского, Шульгин к концу жизни кардинально изменил свои взгляды в отношении евреев. Причинами этого были его заключение в ГУЛаге, катастрофа европейского еврейства и дружба с неким ортодоксальным литовским евреем. Когда в то время Шульгина спрашивали, не антисемит ли он, то вместо ответа он рекомендовал прочитать его статьи о «деле Бейлиса». Писатель А. И. Солженицын, собирая материалы для исследования «Двести лет вместе», консультировался с В. В. Шульгиным по еврейскому вопросу и, возможно, беседы с Шульгиным вообще побудили Солженицына к написанию этой книги.

## Комментарии
1. ↑  Выделено В. В. Шульгиным.
2. ↑  Выделено В. В. Шульгиным.
3. ↑  Те же экземпляры, которые уже успели разойтись, перепродавали по 10—20 рублей.
4. ↑  Штиф, Нохем.
5. ↑  Здесь и далее в цитате курсив автора.